# Luca Ermenegildo Pasetto
Luca Ermenegildo Pasetto (Padova, 17 settembre 1871 – Venezia, 22 gennaio 1954) è stato un patriarca cattolico italiano. È stato l'ultimo patriarca titolare di Alessandria dei Latini prima della soppressione del titolo nel 1964.

## Biografia
Nasce a Padova il 17 settembre 1871 e, dopo il noviziato nel convento di San Sebastiano a Bassano del Grappa, entra nell'Ordine dei frati minori cappuccini, venendo ordinando sacerdote il 10 agosto 1896.
Nel gennaio del 1909, con il nome di padre Luca da Padova, viene nominato coadiutore del predicatore apostolico, padre Pacifico da Seggiano, al secolo Pacifico Celso Carletti, che, il 20 maggio dell'anno precedente, è divenuto ministro generale dell'ordine, e, il 5 agosto 1914, viene confermato predicatore apostolico, ufficio che ricopre fino al 1921.
Il 26 dicembre 1914 è nominato consultore della Sacra Congregazione dei Riti per le Cause dei Santi.
Nel concistoro segreto del 21 novembre 1921 viene eletto, da Benedetto XV, vescovo titolare di Gera e consacrato, il 27 novembre successivo, dal cardinale Gennaro Granito Pignatelli di Belmonte, vescovo suburbicario di Albano, avendo per co-consacranti Andrea Giacinto Longhin, futuro beato, vescovo di Treviso, e Gherardo Sante Menegazzi, vescovo di Comacchio, entrambi appartenenti all'Ordine cappuccino.
Viene chiamato dalla Santa Sede a delicati incarichi quale Visitatore apostolico di molte diocesi, di seminari, curie e collegi religiosi, oltre che visitatore apostolico e superiore di vari ordini e congregazioni religiose sia in Italia che all'estero.
È inoltre consultore della Sacra Congregazione dei Religiosi dal 12 dicembre 1922 e di quella di Propaganda Fide dal 20 luglio 1925.
Succede a Vincenzo Lapuma, creato cardinale, quale Segretario della Sacra Congregazione dei Religiosi il 20 dicembre 1935 e, il 19 gennaio dell'anno successivo, diviene assistente al Soglio Pontificio.
Il 22 settembre 1937 è promosso arcivescovo titolare di Iconio.
Per quindici anni collabora con i cardinali prefetti della  Sacra Congregazione dei Religiosi, prima lo stesso Vincenzo Lapuma, pro-prefetto con il cardinale Alexis-Henri-Marie Lépicier per pochi giorni, dal 22 al 31 dicembre 1935, poi prefetto, e, dopo la sua morte, avvenuta il 4 novembre 1943, e una vacanza di quasi due anni dell'ufficio, con il suo successore, Luigi Lavitrano, già arcivescovo di Palermo, dal 14 maggio 1945 al giorno della scomparsa del porporato ischitano, il 2 agosto 1950.
Anziano ed ammalato, presenta le proprie dimissioni a Pio XII che, nel concistoro segreto dell'11 novembre 1950, lo promuove patriarca titolare di Alessandria dei Latini e contemporaneamente nomina un nuovo prefetto e un nuovo segretario dei Religiosi, rispettivamente il cardinale Clemente Micara e il claretiano spagnolo Arcadio María Larraona Saralegui, futuro cardinale.
Si ritira a Venezia, dove muore a 82 anni il 22 gennaio 1954.
Dopo la sua morte la sede patriarcale titolare di Alessandria dei Latini rimane vacante per dieci anni, fino al momento della sua abolizione, assieme a quelle di Costantinopoli e di Antiochia dei Latini, ad opera di Paolo VI, nel gennaio del 1964.

## Genealogia episcopale
La genealogia episcopale è:
- Cardinale Scipione Rebiba
- Cardinale Giulio Antonio Santori
- Cardinale Girolamo Bernerio, O.P.
- Arcivescovo Galeazzo Sanvitale
- Cardinale Ludovico Ludovisi
- Cardinale Luigi Caetani
- Cardinale Ulderico Carpegna
- Cardinale Paluzzo Paluzzi Altieri degli Albertoni
- Papa Benedetto XIII
- Papa Benedetto XIV
- Papa Clemente XIII
- Cardinale Bernardino Giraud
- Cardinale Alessandro Mattei
- Cardinale Pietro Francesco Galleffi
- Cardinale Giacomo Filippo Fransoni
- Cardinale Carlo Sacconi
- Cardinale Edward Henry Howard
- Cardinale Mariano Rampolla del Tindaro
- Cardinale Gennaro Granito Pignatelli di Belmonte
- Patriarca Luca Ermenegildo Pasetto, O.F.M.Cap.